# Danh sách cầu thủ Liverpool F.C. (25-99 trận)

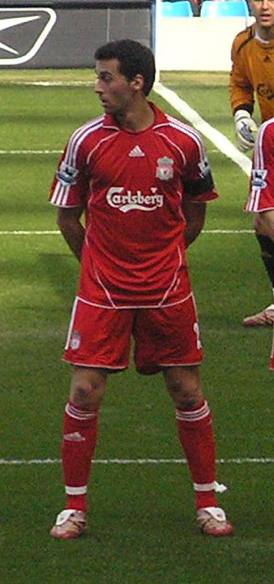
Álvaro Arbeloa chơi cho Liverpool năm 2007

Liverpool F.C. là một câu lạc bộ bóng đá Anh có trụ sở tại Liverpool, Merseyside. Câu lạc bộ được thành lập vào năm 1892 sau sự bất đồng giữa hội đồng quản trị của Everton và chủ tịch câu lạc bộ John Houlding, người sở hữu mặt bằng của câu lạc bộ, Anfield. Sự bất đồng giữa hai bên về tiền thuê dẫn đến việc Everton chuyển đến Goodison Park khiến Anfield thành một sân vận động trống. Do đó, ông thành lập Liverpool F.C. để lấp chỗ. Liverpool đã giành được danh hiệu Giải Hạng nhất lần đầu tiên vào năm 1901; kể từ đó, câu lạc bộ đã giành được thêm 17 danh hiệu giải đấu, cùng với bảy Cúp FA và 8 Cúp Liên đoàn bóng đá Anh. Họ cũng đã lên ngôi vô địch bóng đá châu Âu sáu lần bằng cách giành Cúp C1/UEFA Champions League trong 1977, 1978, 1981, 1984, 2005 và 2019. Câu lạc bộ là một trong 22 thành viên của Premier League khi nó được thành lập vào năm 1992. Họ đã trải qua giai đoạn thành công nhất trong lịch sử dưới sự quản lý của Bob Paisley, người đã đưa đội bóng tới 21 danh hiệu. chín mùa.
Kể từ khi chơi trận đầu tiên, hơn 700 cầu thủ đã xuất hiện trong các trận đấu của đội một cho câu lạc bộ, nhiều người trong số họ đã chơi từ 25 đến 99 trận (bao gồm cả những lần được thay vào sân). Jim Beglin và Álvaro Arbeloa cả hai đã có 98 lần ra sân cho câu lạc bộ, trước khi Beglin và Arbeloa bị chấn thương và bán cho Real Madrid làm họ đã chấm dứt sự nghiệp ở Liverpool. Ned Doig đã xuất hiện 53 lần cho câu lạc bộ, là cầu thủ cao tuổi nhất từng chơi cho Liverpool. Anh ấy đã 41 tuổi và 165 ngày khi thi đấu với Newcastle United vào ngày 11 tháng 4 năm 1908. Frank Becton đã có 86 lần ra sân cho Liverpool, là cầu thủ đầu tiên của câu lạc bộ đại diện cho đất nước của anh ấy, khi anh ấy chơi cho Anh vào năm 1897.
Tính đến  ngày 21 tháng 12 năm 2019, 205 cầu thủ đã chơi từ 25 đến 99 trận cho câu lạc bộ. Trong số những cầu thủ đó, 8 người vẫn đang chơi cho câu lạc bộ và có thể có thêm cầu thủ vào danh sách.

## Cầu thủ
- Xuất hiện và mục tiêu chỉ dành cho các trận đấu cạnh tranh của đội một, bao gồm các trận Premier League, Football League, Cúp FA, Cúp Liên đoàn bóng đá Anh, Siêu cúp Anh, Cúp C1/UEFA Champions League, Cúp UEFA/UEFA Europa League, UEFA Cup Winners' Cup, Inter-Cities Fairs Cup, Siêu cúp bóng đá châu Âu và FIFA Club World Cup; các trận đấu trong thời chiến được coi là không chính thức và bị loại trừ, cũng như các trận đấu từ các trận đấu bị bỏ đi như các trận đấu mùa giải 1939-40.
- Người chơi được liệt kê theo ngày ra mắt đội một của họ cho câu lạc bộ.
- Vị trí được liệt kê theo các hình thức chiến thuật được sử dụng tại thời điểm đó. Do đó, sự thay đổi trong tên của hàng phòng ngự và tiền vệ phản ánh tiến hóa chiến thuật xảy ra từ những năm 1960 trở đi.
- Thống kê chính xác tính đến  ngày 21 tháng 12 năm 2019.

Bảng tiêu đề
- Quốc tịch - Nếu một cầu thủ thi đấu bóng đá quốc tế, quốc gia/các quốc gia anh ta từng thi đấu cho được đưa ra. Nếu không, quốc tịch của cầu thủ sẽ là đất nước nơi họ sinh ra.
- Sự nghiệp ở Liverpool - Năm mà cầu thủ thi đấu trận đầu tiên cho Liverpool F.C. cho tới năm mà cầu thủ thi đấu trận cuối cùng.
- Xuất phát - Số lần ra sân ở đội hình xuất phát.
- Thay người - Số trận ra sân khi được thay người. Thay người chỉ ra mắt ở Football League những năm 1960.[8]
- Tổng cộng - Tổng số trận đã chơi, cả khi xuất phát và thay người.

| Trước 1960 | Trước 1960      | 1960–           | 1960–           |
| ---------- | --------------- | --------------- | --------------- |
| GK         | Thủ môn         | Thủ môn         | Thủ môn         |
| FB         | Hậu vệ biên     | DF              | Hậu vệ          |
| HB         | Trung vệ        | MF              | Tiền vệ         |
| FW         | Tiền đạo        | Tiền đạo        | Tiền đạo        |
| U          | Cầu thủ đa năng | Cầu thủ đa năng | Cầu thủ đa năng |

| Tên                     | Quốc tịch    | Vị trí | Sự nghiệp Liverpool | Xuất phát     | Thay người    | Tổng cộng     | Bàn thắng | Nguồn   |
| Tên                     | Quốc tịch    | Vị trí | Sự nghiệp Liverpool | Số lần ra sân | Số lần ra sân | Số lần ra sân | Bàn thắng | Nguồn   |
| ----------------------- | ------------ | ------ | ------------------- | ------------- | ------------- | ------------- | --------- | ------- |
| Andrew Hannah           | Scotland     | FB     | 1892–1895           | 69            | 0             | 69            | 1         | [ 9 ]   |
| Duncan McLean           | Scotland     | FB     | 1892–1895           | 82            | 0             | 82            | 5         | [ 10 ]  |
| James McBride           | Scotland     | FB     | 1892–1894           | 56            | 0             | 56            | 7         | [ 11 ]  |
| Hugh McQueen            | Scotland     | HB     | 1892–1895           | 61            | 0             | 61            | 18        | [ 12 ]  |
| Thomas Wyllie           | Scotland     | FW     | 1892–1893           | 25            | 0             | 25            | 15        | [ 13 ]  |
| Patrick Gordon          | Scotland     | HB     | 1893–1894           | 30            | 0             | 30            | 8         | [ 14 ]  |
| Billy McOwen            | Anh          | GK     | 1893–1894           | 27            | 0             | 27            | 0         | [ 15 ]  |
| David Hannah            | Ireland      | FW     | 1894–1897           | 33            | 0             | 33            | 12        | [ 16 ]  |
| Jimmy Ross              | Scotland     | FW     | 1894–1897           | 85            | 0             | 85            | 39        | [ 17 ]  |
| John McLean             | Scotland     | FB     | 1894–1895           | 29            | 0             | 29            | 0         | [ 18 ]  |
| George Allan            | Scotland     | FW     | 1895–1897 1898–1899 | 96            | 0             | 96            | 58        | [ 19 ]  |
| James Holmes            | Anh          | FB     | 1895–1898           | 44            | 0             | 44            | 0         | [ 20 ]  |
| Frank Becton            | Anh          | FW     | 1895–1898           | 86            | 0             | 86            | 42        | [ 21 ]  |
| Tom Wilkie              | Scotland     | FB     | 1895–1898           | 64            | 0             | 64            | 1         | [ 22 ]  |
| Robert Neil             | Scotland     | FB     | 1895–1897           | 27            | 0             | 27            | 3         | [ 23 ]  |
| Thomas Cleghorn         | Scotland     | FB     | 1896–1899           | 70            | 0             | 70            | 1         | [ 24 ]  |
| Andrew McCowie          | Scotland     | FW     | 1897–1899           | 35            | 0             | 35            | 11        | [ 25 ]  |
| Raby Howell             | Anh          | FB     | 1898–1901           | 67            | 0             | 67            | 0         | [ 26 ]  |
| Hugh Morgan             | Scotland     | FW     | 1898–1900           | 68            | 0             | 68            | 17        | [ 27 ]  |
| Charlie Wilson          | Anh          | FB     | 1898–1905           | 91            | 0             | 91            | 3         | [ 28 ]  |
| John Hunter             | Scotland     | FW     | 1899–1902           | 45            | 0             | 45            | 12        | [ 29 ]  |
| Charlie Satterthwaite   | Anh          | FW     | 1899–1901           | 45            | 0             | 45            | 13        | [ 30 ]  |
| Andy McGuigan           | Scotland     | FW     | 1900–1902           | 37            | 0             | 37            | 14        | [ 31 ]  |
| Thomas Robertson        | Scotland     | FB     | 1900–1902           | 47            | 0             | 47            | 0         | [ 32 ]  |
| John Glover             | Anh          | FB     | 1900–1903           | 59            | 0             | 59            | 0         | [ 33 ]  |
| George Fleming          | Scotland     | FB     | 1901–1905           | 82            | 0             | 82            | 6         | [ 34 ]  |
| George Livingstone      | Scotland     | FW     | 1902–1903           | 32            | 0             | 32            | 4         | [ 35 ]  |
| Edgar Chadwick          | Anh          | FW     | 1902–1904           | 45            | 0             | 45            | 7         | [ 36 ]  |
| Peter Platt             | Anh          | GK     | 1902–1904           | 45            | 0             | 45            | 0         | [ 37 ]  |
| Dickie Morris           | Wales        | FW     | 1902–1905           | 39            | 0             | 39            | 5         | [ 38 ]  |
| John Hughes             | Wales        | FB     | 1903–1904           | 32            | 0             | 32            | 2         | [ 39 ]  |
| John Carlin             | Anh          | FW     | 1903–1907           | 35            | 0             | 35            | 8         | [ 40 ]  |
| Ned Doig                | Scotland     | GK     | 1904–1908           | 53            | 0             | 53            | 0         | [ 41 ]  |
| Bill McPherson          | Scotland     | FW     | 1906–1908           | 55            | 0             | 55            | 17        | [ 42 ]  |
| Percy Saul              | Anh          | FB     | 1906–1909           | 83            | 0             | 83            | 2         | [ 43 ]  |
| Sam Bowyer              | Anh          | FW     | 1907–1912           | 48            | 0             | 48            | 16        | [ 44 ]  |
| Tom Rogers              | Anh          | FB     | 1907–1911           | 40            | 0             | 40            | 0         | [ 45 ]  |
| Harold Uren             | Anh          | HB     | 1907–1912           | 45            | 0             | 45            | 2         | [ 46 ]  |
| John McConnell          | Scotland     | FB     | 1909–1912           | 53            | 0             | 53            | 1         | [ 47 ]  |
| John McDonald           | Scotland     | HB     | 1909–1912           | 81            | 0             | 81            | 4         | [ 48 ]  |
| James Stewart           | Scotland     | FW     | 1909–1913           | 63            | 0             | 63            | 26        | [ 49 ]  |
| Ernest Peake            | Wales        | FB     | 1909–1914           | 55            | 0             | 55            | 6         | [ 50 ]  |
| Samual Gilligan         | Scotland     | FW     | 1910–1912           | 40            | 0             | 40            | 16        | [ 51 ]  |
| John Bovill             | Scotland     | FW     | 1911–1913           | 29            | 0             | 29            | 7         | [ 52 ]  |
| Arthur Metcalf          | Anh          | FW     | 1912–1915           | 63            | 0             | 63            | 28        | [ 53 ]  |
| Tom Gracie              | Scotland     | FW     | 1912–1914           | 34            | 0             | 34            | 5         | [ 54 ]  |
| Sam Speakman            | Anh          | FB     | 1913–1919           | 26            | 0             | 26            | 0         | [ 55 ]  |
| Thomas Fairfoul         | Scotland     | FB     | 1913–1915           | 71            | 0             | 71            | 0         | [ 56 ]  |
| William Banks           | Anh          | HB     | 1914–1915           | 26            | 0             | 26            | 6         | [ 57 ]  |
| James Nicholl           | Scotland     | FW     | 1914–1915           | 59            | 0             | 59            | 14        | [ 58 ]  |
| Fred Pagnam             | Anh          | FW     | 1914–1919           | 39            | 0             | 39            | 30        | [ 59 ]  |
| Albert Pearson          | Anh          | HB     | 1919–1921           | 51            | 0             | 51            | 4         | [ 60 ]  |
| Jack Bamber             | Anh          | HB     | 1919–1923           | 80            | 0             | 80            | 2         | [ 61 ]  |
| Harold Wadsworth        | Anh          | HB     | 1919–1924           | 55            | 0             | 55            | 3         | [ 62 ]  |
| Harry Lewis             | Anh          | FW     | 1919–1922           | 70            | 0             | 70            | 12        | [ 63 ]  |
| Dick Johnson            | Anh          | FW     | 1920–1925           | 82            | 0             | 82            | 30        | [ 64 ]  |
| Danny Shone             | Anh          | FW     | 1921–1925           | 81            | 0             | 81            | 26        | [ 65 ]  |
| Jimmy Walsh             | Anh          | FW     | 1923–1928           | 77            | 0             | 77            | 27        | [ 66 ]  |
| David Pratt             | Scotland     | FB     | 1923–1927           | 84            | 0             | 84            | 1         | [ 67 ]  |
| William Cockburn        | Anh          | FB     | 1924–1926           | 67            | 0             | 67            | 0         | [ 68 ]  |
| Archibald Rawlings      | Anh          | HB     | 1924–1926           | 67            | 0             | 67            | 10        | [ 69 ]  |
| David McMullan          | Bắc Ireland  | FB     | 1925–1928           | 35            | 0             | 35            | 0         | [ 70 ]  |
| Cyril Oxley             | Anh          | HB     | 1925–1926           | 34            | 0             | 34            | 6         | [ 71 ]  |
| Tommy Reid              | Anh          | FW     | 1926–1929           | 55            | 0             | 55            | 30        | [ 72 ]  |
| Robert Clark            | Anh          | FW     | 1928–1931           | 42            | 0             | 42            | 11        | [ 73 ]  |
| Henry Race              | Anh          | FW     | 1928–1930           | 43            | 0             | 43            | 18        | [ 74 ]  |
| Dave Davidson           | Scotland     | FB     | 1928–1930           | 62            | 0             | 62            | 2         | [ 75 ]  |
| Jimmy Smith             | Scotland     | FW     | 1929–1931           | 62            | 0             | 62            | 38        | [ 76 ]  |
| Gordon Gunson           | Anh          | HB     | 1930–1933           | 87            | 0             | 87            | 26        | [ 77 ]  |
| Danny McRorie           | Scotland     | HB     | 1930–1932           | 35            | 0             | 35            | 6         | [ 78 ]  |
| Syd Roberts             | Anh          | FW     | 1932–1936           | 62            | 0             | 62            | 13        | [ 79 ]  |
| Harold Taylor           | Anh          | HB     | 1932–1937           | 72            | 0             | 72            | 6         | [ 80 ]  |
| Benjamin Dabbs          | Anh          | FB     | 1933–1937           | 56            | 0             | 56            | 0         | [ 81 ]  |
| Jack Tennant            | Anh          | FB     | 1933–1935           | 42            | 0             | 42            | 0         | [ 82 ]  |
| Sam English             | Bắc Ireland  | FW     | 1933–1935           | 50            | 0             | 50            | 26        | [ 83 ]  |
| Lance Carr              | South Africa | FW     | 1933–1936           | 33            | 0             | 33            | 8         | [ 84 ]  |
| Tom Bush                | Anh          | HB     | 1933–1947           | 69            | 0             | 69            | 1         | [ 85 ]  |
| Ernie Blenkinsop        | Anh          | FB     | 1934–1937           | 71            | 0             | 71            | 0         | [ 86 ]  |
| Tommy Johnson           | Anh          | FW     | 1934–1936           | 38            | 0             | 38            | 8         | [ 87 ]  |
| Fred Rogers             | Anh          | FB     | 1934–1939           | 75            | 0             | 75            | 0         | [ 88 ]  |
| Vic Wright              | Anh          | FW     | 1934–1937           | 85            | 0             | 85            | 33        | [ 89 ]  |
| Fred Howe               | Anh          | FW     | 1935–1938           | 94            | 0             | 94            | 36        | [ 90 ]  |
| Alf Hobson              | Anh          | GK     | 1936–1946           | 28            | 0             | 28            | 0         | [ 91 ]  |
| Barney Ramsden          | Anh          | FB     | 1937–1947           | 63            | 0             | 63            | 0         | [ 92 ]  |
| Dirk Kemp               | South Africa | GK     | 1937–1939           | 30            | 0             | 30            | 0         | [ 93 ]  |
| Jimmy McInnes           | Scotland     | FB     | 1938–1939           | 48            | 0             | 48            | 1         | [ 94 ]  |
| Charlie Ashcroft        | Anh          | GK     | 1946–1955           | 89            | 0             | 89            | 0         | [ 95 ]  |
| Ray Minshull            | Anh          | GK     | 1946–1950           | 31            | 0             | 31            | 0         | [ 96 ]  |
| Robert Priday           | South Africa | HB     | 1946–1949           | 40            | 0             | 40            | 7         | [ 97 ]  |
| Bill Shepherd           | Anh          | FB     | 1948–1951           | 58            | 0             | 58            | 0         | [ 98 ]  |
| Ken Brierley            | Anh          | HB     | 1948–1953           | 61            | 0             | 61            | 8         | [ 99 ]  |
| Bryan Williams          | Anh          | HB     | 1949–1953           | 34            | 0             | 34            | 5         | [ 100 ] |
| Russell Crossley        | Anh          | GK     | 1950–1954           | 73            | 0             | 73            | 0         | [ 101 ] |
| John Heydon             | Anh          | FB     | 1950–1953           | 67            | 0             | 67            | 0         | [ 102 ] |
| John Smith              | Anh          | HB     | 1951–1953           | 59            | 0             | 59            | 14        | [ 103 ] |
| Alan Arnell             | Anh          | FW     | 1953–1961           | 75            | 0             | 75            | 35        | [ 104 ] |
| Eric Anderson           | Anh          | FW     | 1953–1956           | 76            | 0             | 76            | 22        | [ 105 ] |
| Dave Underwood          | Anh          | GK     | 1953–1956           | 50            | 0             | 50            | 0         | [ 106 ] |
| Sammy Smyth             | Bắc Ireland  | FW     | 1953–1954           | 44            | 0             | 44            | 20        | [ 107 ] |
| Frank Lock              | Anh          | FB     | 1953–1955           | 42            | 0             | 42            | 0         | [ 108 ] |
| Don Campbell            | Anh          | FB     | 1953–1958           | 48            | 0             | 48            | 2         | [ 109 ] |
| Barry Wilkinson         | Anh          | HB     | 1953–1959           | 79            | 0             | 79            | 0         | [ 110 ] |
| Thomas McNulty          | Anh          | FB     | 1954–1957           | 36            | 0             | 36            | 0         | [ 111 ] |
| Doug Rudham             | South Africa | GK     | 1954–1959           | 66            | 0             | 66            | 0         | [ 112 ] |
| Tony Rowley             | Wales        | FW     | 1954–1958           | 63            | 0             | 63            | 39        | [ 113 ] |
| Johnny Morrissey        | Anh          | HB     | 1957–1961           | 37            | 0             | 37            | 6         | [ 114 ] |
| Fred Morris             | Anh          | HB     | 1958–1959           | 48            | 0             | 48            | 14        | [ 115 ] |
| Bobby Campbell          | Anh          | HB     | 1958–1960           | 25            | 0             | 25            | 2         | [ 116 ] |
| Kevin Lewis             | Anh          | MF     | 1960–1963           | 82            | 0             | 82            | 44        | [ 117 ] |
| Alf Arrowsmith          | Anh          | U      | 1961–1968           | 50            | 6             | 56            | 24        | [ 118 ] |
| Philip Ferns            | Anh          | DF     | 1962–1965           | 28            | 0             | 28            | 1         | [ 119 ] |
| Jim Furnell             | Anh          | GK     | 1962–1963           | 28            | 0             | 28            | 0         | [ 120 ] |
| Tony Hateley            | Anh          | FW     | 1967–1968           | 56            | 0             | 56            | 28        | [ 121 ] |
| Ian Ross                | Scotland     | DF     | 1967–1972           | 59            | 10            | 69            | 4         | [ 122 ] |
| Peter Wall              | Anh          | DF     | 1968–1970           | 42            | 0             | 42            | 0         | [ 123 ] |
| John McLaughlin         | Anh          | DF     | 1970–1974           | 53            | 2             | 55            | 3         | [ 124 ] |
| Colin Irwin             | Anh          | DF     | 1979–1981           | 40            | 4             | 44            | 3         | [ 125 ] |
| David Hodgson           | Anh          | FW     | 1982–1984           | 33            | 16            | 49            | 10        | [ 126 ] |
| Michael Robinson        | Ireland      | FW     | 1983–1984           | 46            | 6             | 52            | 13        | [ 127 ] |
| Jim Beglin              | Ireland      | DF     | 1984–1987           | 98            | 0             | 98            | 3         | [ 128 ] |
| Kevin MacDonald         | Scotland     | MF     | 1984–1988           | 49            | 15            | 64            | 5         | [ 129 ] |
| Mike Hooper             | Anh          | GK     | 1986–1993           | 71            | 2             | 73            | 0         | [ 130 ] |
| Nigel Spackman          | Anh          | MF     | 1987–1988           | 50            | 13            | 63            | 0         | [ 131 ] |
| Glenn Hysén             | Thụy Điển    | DF     | 1989–1992           | 91            | 2             | 93            | 3         | [ 132 ] |
| Nick Tanner             | Anh          | DF     | 1989–1992           | 51            | 8             | 59            | 1         | [ 133 ] |
| Ronny Rosenthal         | Israel       | FW     | 1990–1993           | 41            | 56            | 97            | 22        | [ 134 ] |
| Dean Saunders           | Wales        | FW     | 1991–1992           | 61            | 0             | 61            | 25        | [ 135 ] |
| Paul Stewart            | Anh          | MF     | 1992–1993           | 38            | 4             | 42            | 3         | [ 136 ] |
| Don Hutchison           | Scotland     | MF     | 1992–1994           | 44            | 16            | 60            | 10        | [ 137 ] |
| Nigel Clough            | Anh          | MF     | 1993–1995           | 34            | 10            | 44            | 9         | [ 138 ] |
| John Scales             | Anh          | DF     | 1994–1996           | 93            | 1             | 94            | 4         | [ 139 ] |
| Stan Collymore          | Anh          | FW     | 1995–1997           | 71            | 10            | 81            | 35        | [ 140 ] |
| David Thompson          | Anh          | MF     | 1996–2000           | 31            | 25            | 56            | 5         | [ 141 ] |
| Paul Ince               | Anh          | MF     | 1997–1999           | 81            | 0             | 81            | 17        | [ 142 ] |
| Karl-Heinz Riedle       | Đức          | FW     | 1997–1999           | 42            | 34            | 76            | 15        | [ 143 ] |
| Øyvind Leonhardsen      | Na Uy        | MF     | 1997–1999           | 42            | 7             | 49            | 7         | [ 144 ] |
| Bjørn Tore Kvarme       | Na Uy        | DF     | 1997–1999           | 48            | 6             | 54            | 0         | [ 145 ] |
| Vegard Heggem           | Na Uy        | DF     | 1998–2000           | 46            | 19            | 65            | 3         | [ 146 ] |
| Brad Friedel            | Hoa Kỳ       | GK     | 1998–1999           | 30            | 1             | 31            | 0         | [ 147 ] |
| Erik Meijer             | Hà Lan       | FW     | 1999–2000           | 10            | 17            | 27            | 2         | [ 148 ] |
| Titi Camara             | Guinée       | FW     | 1999–2000           | 24            | 13            | 37            | 10        | [ 149 ] |
| Rigobert Song           | Cameroon     | DF     | 1999–2000           | 30            | 8             | 38            | 0         | [ 150 ] |
| Markus Babbel           | Đức          | DF     | 2000–2002           | 71            | 2             | 73            | 6         | [ 151 ] |
| Nick Barmby             | Anh          | MF     | 2000–2002           | 38            | 20            | 58            | 8         | [ 152 ] |
| Gary McAllister         | Scotland     | MF     | 2000–2002           | 52            | 35            | 87            | 9         | [ 153 ] |
| Christian Ziege         | Đức          | DF     | 2000–2001           | 20            | 12            | 32            | 2         | [ 154 ] |
| Chris Kirkland          | Anh          | GK     | 2000–2004           | 45            | 0             | 45            | 0         | [ 155 ] |
| Jari Litmanen           | Phần Lan     | MF     | 2001–2002           | 19            | 24            | 43            | 9         | [ 156 ] |
| El Hadji Diouf          | Sénégal      | FW     | 2002–2004           | 61            | 19            | 80            | 6         | [ 157 ] |
| Salif Diao              | Sénégal      | MF     | 2002–2005           | 35            | 26            | 61            | 3         | [ 158 ] |
| Bruno Cheyrou           | Pháp         | MF     | 2002–2004           | 27            | 21            | 48            | 5         | [ 159 ] |
| Florent Sinama Pongolle | Pháp         | FW     | 2003–2006           | 21            | 45            | 66            | 9         | [ 160 ] |
| Anthony Le Tallec       | Pháp         | MF     | 2003–2005           | 13            | 19            | 32            | 1         | [ 161 ] |
| Stephen Warnock         | Anh          | DF     | 2004–2007           | 46            | 21            | 67            | 1         | [ 162 ] |
| Josemi                  | Tây Ban Nha  | DF     | 2004–2005           | 28            | 7             | 35            | 0         | [ 163 ] |
| Djibril Cissé           | Pháp         | FW     | 2004–2006           | 43            | 36            | 79            | 24        | [ 164 ] |
| Antonio Núñez           | Tây Ban Nha  | MF     | 2004–2005           | 13            | 14            | 27            | 1         | [ 165 ] |
| Mohamed Sissoko         | Mali         | MF     | 2005–2007           | 72            | 15            | 87            | 1         | [ 166 ] |
| Fernando Morientes      | Tây Ban Nha  | FW     | 2005–2006           | 47            | 14            | 61            | 12        | [ 167 ] |
| Boudewijn Zenden        | Hà Lan       | MF     | 2005–2007           | 30            | 17            | 47            | 2         | [ 168 ] |
| Mark González           | Chile        | MF     | 2006–2007           | 20            | 16            | 36            | 3         | [ 169 ] |
| Jermaine Pennant        | Anh          | MF     | 2006–2008           | 54            | 27            | 81            | 3         | [ 170 ] |
| Craig Bellamy           | Wales        | FW     | 2006–2007 2011–2012 | 50            | 28            | 78            | 18        | [ 171 ] |
| Nabil El Zhar           | Maroc        | FW     | 2006–2010           | 5             | 27            | 32            | 1         | [ 172 ] |
| Andriy Voronin          | Ukraina      | FW     | 2007–2009           | 21            | 19            | 40            | 6         | [ 173 ] |
| Álvaro Arbeloa          | Tây Ban Nha  | DF     | 2007–2009           | 93            | 5             | 98            | 2         | [ 5 ]   |
| Emiliano Insúa          | Argentina    | DF     | 2007–2010           | 58            | 4             | 62            | 1         | [ 174 ] |
| Robbie Keane            | Ireland      | FW     | 2008–2009           | 23            | 5             | 28            | 7         | [ 175 ] |
| Andrea Dossena          | Ý            | DF     | 2008–2009           | 22            | 9             | 31            | 2         | [ 176 ] |
| David N'Gog             | Pháp         | FW     | 2008–2011           | 41            | 53            | 94            | 19        | [ 177 ] |
| Albert Riera            | Tây Ban Nha  | MF     | 2008–2010           | 45            | 11            | 56            | 5         | [ 178 ] |
| Jay Spearing            | Anh          | MF     | 2008–2012           | 45            | 10            | 55            | 0         | [ 179 ] |
| Martin Kelly            | Anh          | DF     | 2008–2014           | 50            | 12            | 62            | 1         | [ 180 ] |
| Sotirios Kyrgiakos      | Hy Lạp       | DF     | 2009–2011           | 38            | 11            | 49            | 3         | [ 181 ] |
| Alberto Aquilani        | Ý            | MF     | 2009–2010           | 14            | 14            | 28            | 2         | [ 182 ] |
| Maxi Rodríguez          | Argentina    | MF     | 2010–2012           | 60            | 13            | 73            | 17        | [ 183 ] |
| Joe Cole                | Anh          | MF     | 2010–2012           | 23            | 19            | 42            | 5         | [ 184 ] |
| Raul Meireles           | Bồ Đào Nha   | MF     | 2010–2011           | 41            | 3             | 44            | 5         | [ 185 ] |
| Brad Jones              | Úc           | GK     | 2010–2014           | 26            | 1             | 27            | 0         | [ 186 ] |
| Jonjo Shelvey           | Anh          | MF     | 2010–2013           | 31            | 38            | 69            | 7         | [ 187 ] |
| Andy Carroll            | Anh          | FW     | 2011–2012           | 35            | 23            | 58            | 11        | [ 188 ] |
| Jon Flanagan            | Anh          | DF     | 2011–2017           | 44            | 5             | 49            | 1         | [ 189 ] |
| Charlie Adam            | Scotland     | MF     | 2011–2012           | 32            | 5             | 37            | 2         | [ 190 ] |
| Stewart Downing         | Anh          | MF     | 2011–2013           | 75            | 16            | 91            | 7         | [ 191 ] |
| José Enrique            | Tây Ban Nha  | DF     | 2011–2016           | 86            | 13            | 99            | 2         | [ 192 ] |
| Fabio Borini            | Ý            | FW     | 2012–2015           | 15            | 23            | 38            | 3         | [ 193 ] |
| Jordon Ibe              | Anh          | MF     | 2013–2016           | 31            | 27            | 58            | 4         | [ 194 ] |
| Kolo Touré              | Bờ Biển Ngà  | DF     | 2013–2016           | 52            | 19            | 71            | 1         | [ 195 ] |
| Mamadou Sakho           | Pháp         | DF     | 2013–2017           | 75            | 5             | 80            | 3         | [ 196 ] |
| Rickie Lambert          | Anh          | FW     | 2014–2015           | 12            | 24            | 36            | 3         | [ 197 ] |
| Lazar Marković          | Serbia       | MF     | 2014–2015           | 23            | 11            | 34            | 3         | [ 198 ] |
| Mario Balotelli         | Ý            | FW     | 2014–2015           | 14            | 14            | 28            | 4         | [ 199 ] |
| Joe Gomez               | Anh          | DF     | 2015–               | 77            | 19            | 96            | 0         | [ 200 ] |
| Christian Benteke       | Bỉ           | FW     | 2015–2016           | 20            | 22            | 42            | 10        | [ 201 ] |
| Danny Ings              | Anh          | FW     | 2015–2018           | 8             | 17            | 25            | 4         | [ 202 ] |
| Ragnar Klavan           | Estonia      | DF     | 2016–2018           | 40            | 13            | 53            | 2         | [ 203 ] |
| Loris Karius            | Đức          | GK     | 2016–               | 49            | 0             | 49            | 0         | [ 204 ] |
| Dominic Solanke         | Anh          | FW     | 2017–2018           | 6             | 21            | 27            | 1         | [ 205 ] |
| Alex Oxlade-Chamberlain | Anh          | MF     | 2017–               | 39            | 35            | 74            | 12        | [ 206 ] |
| Alisson                 | Brazil       | GK     | 2018–               | 77            | 0             | 77            | 0         | [ 207 ] |
| Xherdan Shaqiri         | Thụy Sĩ      | MF     | 2018–               | 18            | 22            | 40            | 7         | [ 208 ] |
| Naby Keïta              | Guinée       | MF     | 2018–               | 32            | 18            | 50            | 6         | [ 209 ] |
| Fabinho                 | Brazil       | MF     | 2018–               | 51            | 16            | 67            | 2         | [ 210 ] |